# Coelidium obtusilobum
Coelidium obtusilobum är en ärtväxtart som beskrevs av Granby. Coelidium obtusilobum ingår i släktet Coelidium, och familjen ärtväxter. Inga underarter finns listade i Catalogue of Life.